# Повінь у Шрі-Ланці в 2016 році

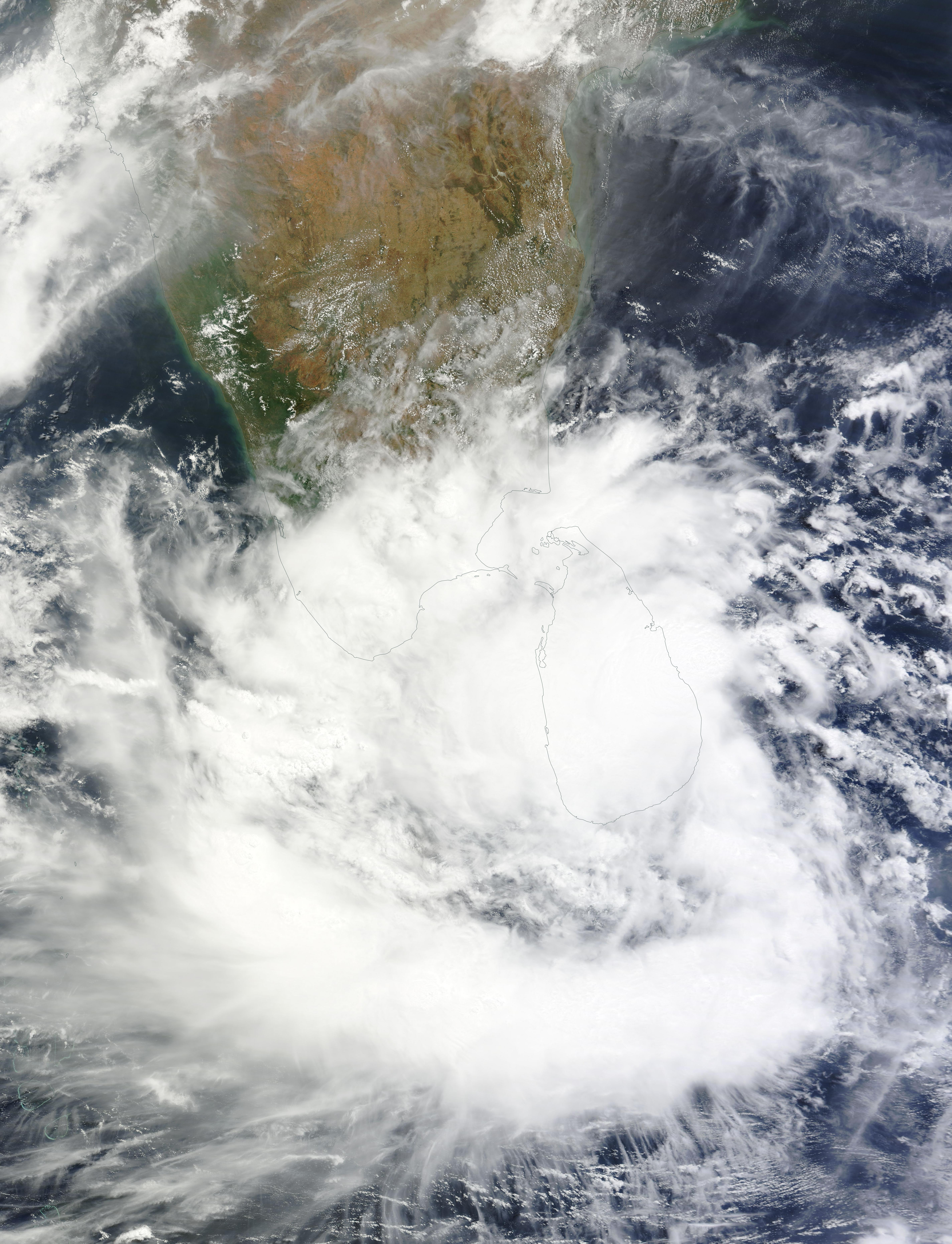
Область зниженого атмосферного тиску над Шрі-Ланкою 15 травня 2016 року, яка стане Циклон «Роану»

Повінь у Шрі-Ланці в 2016 році — події, що розпочалися 14 травня 2016 року, коли область зниженого атмосферного тиску над Бенгальською затокою викликала зливи, повені і зсуви в Шрі-Ланці. Загинули 101 людина, 100 осіб вважаються зниклими безвісти в найбільш постраждалому окрузі Кегалле. Зруйновано 530 будинків, пошкоджено 4000 будинків. У розпал повені третина населення столичного міста Коломбо була змушена покинути свої будинки. 
Економіці країни завдано шкоди на 2 мільярди доларів США. 21 травня 2016 року дощі в Шрі-Ланці ослабли тому, що циклон «Роану» змістився на південь Бангладеш, де загинуло 24 людини, перш ніж циклон ослаб.